# ایرج بسطامی
ایرج (حشمت‌اللٰه) بسطامی (۱ آذر ۱۳۳۶ – ۵ دی ۱۳۸۲) خواننده موسیقی سنتی ایرانی بود که نخستین اثر خود را با آهنگ‌سازی پرویز مشکاتیان عرضه کرد. تصنیف گل‌پونه‌ها سرشناس‌ترین اثر ایرج بسطامی با آهنگی از حسین پرنیا و شعری از هما میرافشار است که پس از مرگ وی، آوازهٔ ملی پیدا کرد. از دیگر آثار معروف او می‌توان به تصنیف وطن من با آهنگی از پرویز مشکاتیان و شعری از ملک‌الشعرای بهار اشاره کرد که از طرف سازمان یونسکو سرود ملی اعلام شد.

## زندگی‌نامه و آغاز فعالیت هنری
ایرج بسطامی در سال ۱۳۳۶ در شهرستان بم در خانواده‌ای هنرمند زاده شد. هر یک از اعضای خانواده او، از جد پدری گرفته تا پدربزرگ و پدر در زمینه آواز خواندن و نواختن سازهای مختلف تجربه داشتند. تولد و رشد ایرج در چنین خانواده‌ای و استعداد ذاتی او موجب شد که از پنج سالگی به آواز خواندن علاقه نشان دهد. این علاقه و پیگیری موجب شد که پدربزرگ به استعداد وی در زمینهٔ آواز پی برده و به دیگران تأکید کند که او در آینده خواننده بزرگی خواهد شد. از این رو، پدر ایرج، فرزند خود را در مسیر یادگیری موسیقی و آواز قرار داد و این‌گونه، پدرش نخستین معلم آواز او در خانه شد. ایرج در این سال‌ها ردیف‌های آوازی در مکتب تهران به سبک عبدالله دوامی را نزد عموی خود یدالله بسطامی فرا گرفت و در ادامه، در ۲۲ سالگی به جمع شاگردان محمدرضا شجریان پیوست.

## فعالیت حرفه‌ای
ایرج بسطامی در نوجوانی مجذوب عموی خود یداله بسطامی شد که مردی مهربان و از نوازندگان چیره‌دست بم و معلم موسیقی بود. در همین زمان گروهی با همکاری برادران بسطامی (ایرج، عباس و محمدعلی) و محمدجواد خداوردی (شوهر خواهر ایرج) و نادعلی بنی‌اسدی و با سرپرستی یداله بسطامی تشکیل شد که در رادیو و تلویزیون آن زمان و اردوهای رامسر برنامه داشتند. پس از آن ایرج با کمک حسین سالاری (از نوازندگان نام‌دار کرمانی) به کلاس آواز محمدرضا شجریان راه پیدا کرد و به فراگیری آواز و ردیف‌های آوازی پرداخت. در آن زمان او علی‌رغم مشکلات راه و مسافت زیاد، هفته‌ای یک برای فراگیری آواز از بم به تهران می‌رفت.
وی پس از چندی اتاقی در محله پامنار تهران اجاره کرد. به دلیل انقلاب، تمرین آواز برای او دشوار شد. اما تا جایی که می‌توانست به تمرین ادامه می‌داد. بسطامی مدت‌ها بعد در خانه محمدرضا شجریان با پرویز مشکاتیان آشنا شد که این آشنایی به همکاری بسطامی و گروه عارف انجامید.
پرویز مشکاتیان دربارهٔ آشنایی خود با ایرج بسطامی گفته‌است: نخستین‌بار ایرج بسطامی را در خانه محمدرضا شجریان دیدم. در آن زمان ما در گروه چاووش بودیم و به خاطر شرایط اجتماعی آن زمان به خواننده‌هایی با صداهای متفاوت نیاز داشتیم. من پشت در کلاس آواز شجریان نشسته بودم تا هنرجوها مرا نبینند. آن جا بود که از صدای بسطامی خیلی خوشم آمد. وی صدای خوبی داشت و مثل همه آدم‌های کویرنشین، مهربان و خوب بود. بعد از کلاس مدتی با او صحبت کردم تا با نظراتش دربارهٔ هنر و آواز و انگیزه خواندش آشنا شوم؛ ولی آن قدر ساده یافتمش که مصمم شدم تا با او یک سالی در مورد قضایای پیرامونی سوای موسیقی به گپ و گفتگو بنشینم.

ایرج بسطامی در کنسرتی به همراه گروه عارف به سرپرستی پرویز مشکاتیان

ایرج بسطامی پس از ۷ سال، کلاس شجریان را رها کرد و به فراگیری مبانی موسیقی نزد پرویز مشکاتیان پرداخت و کم‌کم نخستین آلبوم‌های خود را با او منتشر کرد. آلبوم‌های افشاری مرکب، مژده بهار، افق مهر و وطن من در همین دوره عرضه شدند. افشاری مرکب نخستین اثر ایرج بسطامی بود که در سال ۱۳۶۸ منتشر شد. بدین ترتیب محمدرضا شجریان و پرویز مشکاتیان، بسطامی را به جامعه معرفی کردند و این‌گونه فعالیت حرفه‌ای ایرج بسطامی به صورت رسمی آغاز شد.
وی در سن ۱۷ سالگی که آشنایی عمیق‌تری با دستگاه‌های ایرانی پیدا کرد در آزمون باربد شرکت کرد و مقام دوم را به دست آورد. رادیو کرمان هم به این مناسبت جشنی را تدارک دید.
در واقع پرویز مشکاتیان افشاری مرکب را ساخت و بسطامی در اوج آمادگی آن را اجرا کرد. قرار بود که این برنامه پنج شب در تالار رودکی اجرا شود اما با استقبال گسترده مردم، اجرا دو شب دیگر تمدید شد. بعد از آن نوار افشاری مرکب به بازار آمد. صدای بسطامی با استقبال مردم روبه‌رو شده بود. گروه عارف به سرپرستی پرویز مشکاتیان و آواز بسطامی برای اجرای کنسرت به اروپا رفت. در آن زمان بسطامی ۳۳ سال داشت و این کنسرت‌ها آغاز موفقیت‌های بعدی او به‌شمار می‌آمد.
یکی دیگر از آثار ایرج بسطامی بوی نوروز و حاصل همکاری او با گروه دستان و آهنگ‌سازی حمید متبسم، و از کارهای به یاد ماندنی موسیقی ایران است.
ایرج بسطامی با همکاری کیوان ساکت آلبوم‌های فسانه و بی کاروان کولی و با کورش متین، سکوت و با حسین پرنیا آلبوم‌های صوتی خانه بوی گل گرفت، رقص آشفته و حال آشفته و آلبوم تصویری کنسرت بسطامی و گروه همایون (گل‌پونه‌ها ۱) را عرضه کرد.
آلبوم حال آشفته دو بخش دارد که بخش نخست مربوط به کنسرت ایرج بسطامی و گروه همایون در تابستان ۱۳۷۸ در ارگ بم است و بخش دوم با صدای رضا رضایی پایور پس از درگذشت بسطامی اجرا شده‌است.
تصنیف گل‌پونه‌ها (که بسطامی آن را در آلبوم رقص آشفته منتشر کرد اما پس از مرگ بسطامی نسخه‌های دیگری از آن در آلبوم‌های حال آشفته و کنسرت بسطامی و گروه همایون (گل‌پونه‌ها ۱) منتشر شد) پس از مرگ وی در ایران آوازه ملی یافت. این تصنیف، معروف‌ترین اثر ایرج بسطامی است.
کنسرت گل‌پونه‌ها ۱ چه بسا تنها اثر تصویری رسمی انتشار یافته از ایرج بسطامی، و مربوط به کنسرت او و گروه همایون در کرج (اجرا در زمستان ۱۳۷۸) است. این کنسرت دو بخش دارد؛ کنسرت گل‌پونه‌ها ۱ (در دستگاه همایون) بخش نخست آن است که از سوی انتشارات آواز بیستون تصحیح و به بازار آمده‌است. بخش دوم این کنسرت که (کنسرت گل‌پونه‌ها ۲) در دستگاه شور است که هنوز انتشار رسمی نیافته‌است.
کنسرت ایرج بسطامی و گروه دستان نیز اثر تصویر دیگری از ایرج بسطامی است. با این تفاوت که برخلاف کنسرت گل‌پونه‌ها ۱ به صورت رسمی انتشار نیافته و تنها با یک دوربین از روبرو ضبط شده‌است. این کنسرت در زمستان ۱۳۷۱ اجرا شده‌است.
همچنین آلبوم موسم گل حاصل همکاری او با محمدرضا درویشی بود که در آن برخی از تصنیف‌های قمرالملوک وزیری را بازخوانی کرد. این آلبوم به همراه بی کاروان کولی تنها آثار ایرج بسطامی، با سازهای بیشتر غربی، هستند. در این مجموعه پرویز مشکاتیان کار نظارت بر اجرا و نوازندگی سه تار را بر عهده داشت.
فعالیت ایرج بسطامی در ۴۰ سالگی به اوج رسید. او در ۱۴ سال فعالیت، ۱۱ آلبوم موسیقی به یادگار گذاشت. اجراهای ایرج بیشتر با همراهی سنتور بود. در گام‌های بلند، هیچ‌کس به مهارت او نمی‌رسید. همچنین آوازهای دشتی و محای او در کرمان و ایران شهرت بسیاری دارند.
به دلیل مشکلات زندگی، ایرج بسطامی از سال‌های پایانی دهه ۷۰ دیگر جدی کار نمی‌کرد. با این همه پرویز مشکاتیان یادآور می‌شود که او یکی از پرتیراژترین آلبوم‌های خود، آلبوم وطن من را منتشر کرد که با شعری از ملک الشعرا بهار ساخته شده و چنین آغاز می‌شود: ای خطه ایران مهین ای وطن من. این قطعه (تصنیف وطن من) مربوط به آهنگی از پرویز مشکاتیان است که از طرف سازمان یونسکو سرود ملی اعلام شد.
بیشتر آثار ایرج بسطامی (مانند بی کاروان کولی، خزان و آرزو و بداهه خوانی و بداهه نوازی) پس از مرگ او انتشار یافتند. ایرج بسطامی، بیشتر پس از مرگ خود به شهرت رسید. بسطامی معمولاً اجازه چاپ تصویر خود روی آلبوم‌های را نمی‌داد.
برخی از آثار بسطامی که پس از مرگ او انتشار یافته‌اند مربوط به اجراهای خصوصی و ضبط‌های خارج از استودیوی او هستند (مانن خزان و آرزو) و طبق آنچه روی جلد آلبوم خزان و آرزو نوشته شده، از کیفیت استاندارد برخوردار نیستند. هر چند پیش از انتشار پالایش و تصحیح شده‌اند.

## زندگی شخصی
ایرج بسطامی در اوج فعالیت هنری خود با مرگ یکی از برادرانش (نصرت‌الله بسطامی) روبرو شد که علاقه زیادی به برادرش داشت. از این رو برای سرپرستی خانواده او به بم بازگشت. زمانی که ایرج برای یادگیری آواز به تهران رفته بود، نصرت‌الله مخارج زندگی او را می‌پرداخت و این بار نوبت ایرج بود که به بازماندگان نصرت‌الله ادای دِین کند.
بسطامی، ازدواج نکرد و با این‌که در فقر به سر می‌برد سرپرستی خانوادهٔ برادرش (نصرت‌الله بسطامی) را بر عهده گرفت.
او به دور از جنجال و هیاهو در شهرستان بم و استان کرمان، به تدریس آواز به جوانان محروم و مستعد بم و سرپرستی خانواده برادرش پرداخت.

## درگذشت
وی که در اواخر عمر به زادگاهش بم بازگشته بود و در خانهٔ کاه‌گلی پدرش زندگی می‌کرد، در جمعه ۵ دی ۱۳۸۲ در پی زمین‌لرزه بم زیر آوار ماند. به این ترتیب، او و خانواده برادرش (به جز خاطره، دختر برادر ایرج) درگذشتند.

## پس از مرگ
پس از زمین‌لرزه بم، فاطمه بسطامی (خواهر ایرج) و محمدعلی بسطامی (برادر ایرج) بنیاد فرهنگی هنری ایرج بسطامی را بنیان گذاشتند که از فعالیت‌های آن می‌توان به معرفی افراد بااستعداد در موسیقی به جامعه، برگزاری مراسم نکوداشت پرویز مشکاتیان و ایرج بسطامی اشاره کرد.
محمدعلی بسطامی در گزارشی از نشست مطبوعاتی نخستین جایزه آوازی ایرج بسطامی دربارهٔ معرفی جوانان اهل موسیقی به جامعه با بیان این که شجریان و مشکاتیان، ایرج را به جامعه شناساندند گفت: به یقین ما در همه مراحل کاری (معرفی موسیقی دانان به جامعه و..). مدیون این دو بزرگ هستیم. البته یکی دیگر از فعالیت‌های این بنیاد تقدیر از هنرمندان در زمان حیاتشان است که دراینباره می‌توان به مراسم بزرگداشت پرویز مشکاتیان اشاره کرد.
همچنین کتابی به نام سکوت گویا از سوی انتشارات آتنا منتشر شده که در آن نوشته‌هایی دربارهٔ ایرج بسطامی و آثار وی گرد آمده‌است. مسعود زرگر این کتاب را از مقالات و نوشته‌های کسانی چون علی شیرازی گرد آورده‌است.
سخن پرویز مشکاتیان در مصاحبه‌ای دربارهٔ ایرج بسطامی: «تنها افتخارم در زندگی این است که ترانه وطن من با صدای ایرج، از طرف سازمان یونسکو سرود ملی اعلام شد.»
سخن محمدرضا شجریان دربارهٔ ایرج بسطامی: بسطامی! خداوند گوهری به تو داده و من می‌خواهم این گوهر را شکل بدهم. او ۶ سال شاگرد من بود. تا میانه دوره عالی هم با من کار کرد. آینده خوبی برایش پیش‌بینی می‌کردم. گلی بود که زود پرپر شد.

## آثار
| آلبوم‌ها                                        | آلبوم‌ها                                             | آلبوم‌ها                                                                    | آلبوم‌ها                                       | آلبوم‌ها                                     | آلبوم‌ها       | آلبوم‌ها |
| ---------------------------------------------- | --------------------------------------------------- | -------------------------------------------------------------------------- | --------------------------------------------- | ------------------------------------------- | ------------- | --- |
| نام آلبوم                                      | سال انتشار                                          | آهنگ‌ساز                                                                    | نوازندگان / گروه                              | خواننده                                     | ناشر          | توضیحات |
| افشاری مرکب                                    | زمستان ۱۳۶۸                                         | پرویز مشکاتیان                                                             | گروه عارف                                     | ایرج بسطامی                                 | چهار باغ بانگ | نخستین اثر با صدای ایرج بسطامی، مربوط به کنسرت گروه عارف به سرپرستی و آهنگ‌سازی پرویز مشکاتیان در تالار رودکی، اشعار از سعدی شیرازی، حافظ شیرازی و باباطاهر |
| افق مهر                                        | ۱۳۶۹                                                | پرویز مشکاتیان                                                             | گروه عارف                                     | ایرج بسطامی                                 | سروش          | کنگره بین‌المللی بزرگ داشت خواجوی کرمانی، تصنیف مست و خراب (از معروف‌ترین آثار بسطامی که حاصل آهنگی از مشکاتیان بر روی شعر از خواجوی کرمانی بود) در این مجموعه انتشار یافته‌است. |
| مژده بهار                                      | زمستان ۱۳۷۱                                         | پرویز مشکاتیان                                                             | گروه عارف                                     | ایرج بسطامی                                 | چهار باغ بانگ | مربوط به کنسرت بسطامی با گروه عارف در اروپا و شرکت در فستیوال جهانی موسیقی روح زمین |
| کنسرت ایرج بسطامی و گروه دستان                 | زمستان ۱۳۷۱                                         | حمید متبسم، محمدعلی کیانی نژاد، کیهان کلهر، علی اکبر شهنازی، علی اکبر شیدا | گروه دستان                                    | ایرج بسطامی                                 | .             | در دستگاه‌های سه گاه و همایون، کنسرتی در زمستان سال ۱۳۷۱ (دی و بهمن ماه ۱۳۷۱) در مجموعه فرهنگی آزادی، میدان آزادی، ساخته‌های کیانی نژاد که در این کنسرت اجرا شدند بعد از آن با صدای بسطامی در هیچ آلبومی انتشار نیافتند، این اثر به صورت رسمی از سوی هیچ ناشری انتشار نیافته و تنها با یک دوربین ضبط شده‌است. |
| بوی نوروز                                      | زمستان ۱۳۷۱                                         | حمید متبسم، علی اکبر شهنازی، علی اکبر شیدا                                 | گروه دستان                                    | ایرج بسطامی                                 | ایران گام     | در دستگاه‌های سه گاه و همایون، از نخستین آثار گروه دستان، تصنیف‌های عقرب زلف (تصنیف اصفهان) و باده شبگیر نخستین بار در کنسرت ایرج بسطامی و گروه دستان با صدای ایرج بسطامی اجرا شدند |
| خانه بوی گل گرفت                               | انتشار نخست در ۱۳۷۲ و تصحیح در ۱۳۸۷                 | حسین پرنیا                                                                 | گروه همایون                                   | ایرج بسطامی                                 | نواگر         | این آلبوم ابتدا با نام تحریر خیال در سال ۱۳۷۲ انتشار یافت و در سال ۱۳۸۷ تصحیح شد و با کیفیتی بهتر با این نام (خانه بوی گل گرفت) توسط انتشارات نواگر به بازار عرضه شد، این اثر در دستگاه‌های شور و همایون اجرا شده‌است. |
| وطن من                                         | پاییز ۱۳۷۶                                          | پرویز مشکاتیان                                                             | گروه عارف                                     | ایرج بسطامی                                 | چهار باغ بانگ | تصنیف وطن من در این آلبوم از طرف سازمان یونسکو سرود ملی اعلام شده‌است، در این آلبوم اشعار ملک الشعرا بهار و حافظ شیرازی به اجرا شده‌است. |
| موسم گل                                        | ۱۳۸۵                                                | محمدرضا درویشی، عارف قزوینی، موسی معروفی، علی اکبر شیدا                    | ارکستر                                        | ایرج بسطامی                                 | ماهور         | اجرای تصانیفی از عارف قزوینی، موسی معروفی و علی اکبر شیدا توسط ارکستری به سرپرستی محمدرضا درویشی، در این آلبوم پرویز مشکاتیان نظارت و نوازندگی سه تار و محمدرضا درویشی علاوه بر سرپرستی، تنظیم قطعات و آهنگ‌سازی قطعهٔ جامه دران را بر عهده داشته‌اند |
| فسانه                                          | ۱۳۸۶                                                | کیوان ساکت                                                                 | گروه وزیری                                    | ایرج بسطامی                                 | نواگر         | در دستگاه راست پنجگاه و آواز ابوعطا، اشعار از نیما یوشیج، پرویز ایرانپور، سعدی، حافظ، ناصر خسرو، اسماعیل خویی و دکتر وحید موحد |
| سکوت                                           | انتشار نخست در پاییز ۱۳۷۸ و انتشار دوم در بهار ۱۳۸۳ | محمد میرنقیبی، کوروش متین                                                  | گروه نیستان                                   | ایرج بسطامی                                 | چهار باغ بانگ | اجرای تصانیفی از محمد میرنقیبی در دستگاه شور، آواز دشتی، بیات ترک و دستگاه سه گاه، به همراهی تار جلیل شهناز، تنظیم کوروش متین |
| رقص آشفته                                      | ۱۳۸۱                                                | حسین پرنیا                                                                 | گروه همایون                                   | ایرج بسطامی                                 | آواز بیستون   | در آواز ابوعطا، دستگاه شور، دستگاه چهارگاه و همایون، نسخهٔ استودیویی معروف‌ترین اثر ایرج بسطامی، تصنیف گل‌پونه‌ها (آهنگی از حسین پرنیا بر روی شعری از هما میر افشار) در این آلبوم منتشر شده‌است. |
| ظهور                                           | ۱۳۸۳                                                | اصغر محمدی                                                                 | گروه اشراق                                    | ایرج بسطامی                                 | آوای نوین     | انتشار پس از مرگ ایرج بسطامی، در دستگاه شور، آواز دشتی و دستگاه چهارگاه، طبق آنچه بر روی جلد اثر نوشته شده‌است این اثر زمانی که ایرج بسطامی در زنجان بوده در بهار ۱۳۸۲ ضبط شده‌است. |
| خزان و آرزو                                    | ۱۳۸۳                                                | همایون خرم، پرویز یاحقی، جلیل شهناز، احمد عبادی                            | حسین مجیدیان، محمدجواد خداوردی و محمود فرهمند | ایرج بسطامی                                 | نواگر         | انتشار پس از مرگ ایرج بسطامی، بداهه خوانی ایرج بسطامی به همراه بداهه نوازی تار و سه تار حسین مجیدیان، اجرای تصانیفی از ساخته‌های همایون خرم و پرویز یاحقی در آواز دشتی و بیات اصفهان، مقدمه براساس ساختهٔ جلیل شهناز به همراه چهارمضرابی براساس ساخته احمد عبادی |
| کنسرت راست پنجگاه                              | پاییز ۱۳۸۳                                          | پرویز مشکاتیان                                                             | گروه عارف                                     | ایرج بسطامی                                 | چهار باغ بانگ | انتشار پس از مرگ ایرج بسطامی، حاصل کنسرت ایرج بسطامی با گروه عارف به سرپرستی و آهنگ‌سازی پرویز مشکاتیان در دستگاه راست پنجگاه، انتشار در دو لوح فشرده، پیش از این مشکاتیان لوح فشردهٔ نخست را با صدای علی رضا افتخاری در آلبوم به نام مقام صبر منتشر کرده بود و قطعاتی از لوح دوم نیز در آلبوم افق مهر بسطامی منتشر شده بودند |
| بی کاروان کولی                                 | پاییز ۱۳۸۳                                          | کیوان ساکت                                                                 | ارکستر                                        | ایرج بسطامی                                 | نواگر         | انتشار پس از مرگ ایرج بسطامی، در این آلبوم اشعار وحید موحد، ه. ا. سایه، مهدی اخوان ثالث به اجرا شده‌است، سرپرست ارکستر: کیوان ساکت |
| حال آشفته                                      | زمستان ۱۳۸۳                                         | حسین پرنیا                                                                 | گروه همایون                                   | ایرج بسطامی، رضا رضایی پایور                | آواز بیستون   | انتشار پس از مرگ ایرج بسطامی، شامل دو بخش می‌باشد: بخش نخست مربوط به کنسرت ایرج بسطامی و گروه همایون در تابستان ۱۳۷۸ در ارگ بم می‌باشد (که در آن نسخهٔ دیگری از تصنیف گل‌پونه‌ها اجرا شده‌است) و بخش دوم با صدای رضا رضایی پایور که پس از درگذشت بسطامی اجرا شده‌است |
| بیست سال با آثار پرویز مشکاتیان شماره‌های ۲ و ۳ | زمستان ۱۳۸۵                                         | پرویز مشکاتیان                                                             | گروه عارف                                     | ایرج بسطامی، محمدرضا شجریان، شهرام ناظری و… | چهار باغ بانگ | انتشار پس از مرگ ایرج بسطامی، پرویز مشکاتیان منتخب ساخته‌های خودش را که با صدای ایرج بسطامی اجرا کرده بود را یک بار دیگر در آلبوم‌های بیست سال با آثار پرویز مشکاتیان ۲ و بیست سال با آثار پرویز مشکاتیان ۳ منتشر کرد. مجموعه ۳ آلبوم بیست سال با آثار پرویز مشکاتیان شامل آهنگ‌های ساخته شده توسط مشکاتیان است که با خوانندگان مختلف اجرا کرده و در هر یک از این ۳ آلبوم از اجراهای چند خواننده استفاده کرده‌است. علاوه بر ایرج بسطامی در این مجموعه آثاری از خوانندگانی چون محمدرضا شجریان و شهرام ناظری به چشم می‌خورد. |
| بداهه‌خوانی و بداهه‌نوازی                        | ۱۳۸۶                                                | روح‌الله خالقی، اکبر محسنی                                                  | بهداد بابایی، محمدجواد خداوردی و کوشان یغمایی | ایرج بسطامی                                 | نواگر         | انتشار پس از مرگ ایرج بسطامی، گزیده‌ای از دو کنسرت خصوصی ایرج بسطامی (با سه تار نوازی بهداد بابایی) که در بین سال‌های ۷۳ تا ۷۵ ضبط شده‌است. این اثر شامل تصنیف‌های معروفی چون خوشه چین و یار بیگانه نواز می‌شود |
| کنسرت ایرج بسطامی و گروه همایون (گل‌پونه‌ها ۱)   |                                                     | حسین پرنیا                                                                 | گروه همایون                                   | ایرج بسطامی                                 | آواز بیستون   | انتشار پس از مرگ ایرج بسطامی، آلبوم تصویری شامل بخش نخست یکی از کنسرت‌های بسطامی و گروه همایون در کرج در دستگاه همایون که در زمستان ۱۳۷۸ اجرا شده‌است، همان‌طور که می‌دانیم نسخه ضبط شده در استودیوی تصنیف گل‌پونه‌ها در آلبوم رقص آشفته منتشر شد و در آلبوم حال آشفته و این آلبوم نسخه‌های کوتاهی از اجراهای زندهٔ این تصنیف انتشار یافتند، بخش دوم این کنسرت که کنسرت گل‌پونه‌ها ۲ نام دارد در دستگاه شور می‌باشد و به خاطر عدم رضایت خانواده ایرج بسطامی هنوز منتشر نشده‌است                                                   |

1. ↑  بخش نخست این آلبوم مربوط به اجرای بسطامی و گروه همایون در بم (زادگاه ایرج بسطامی) است اما در بخش دوم بسطامی حضور ندارد. بخش دوم این آلبوم با صدای رضایی پایور اجرا شده و مربوط به همکاری پرنیا و رضایی پایور است. در برخی جاها این آلبوم را به صورت کامل به صدای بسطامی معرفی می‌کنند اما این اشتباه است. نام این آلبوم از تصنیف حال آشفته (شعر و آهنگ از حسین پرنیا با صدای رضایی پاور) گرفته شده که این تصنیف به یاد بسطامی اجرا شده‌است.
2. ↑  بر روی جلد آلبوم بداهه خوانی و بداهه نوازی (بخش سخن ناشر) ذکر شده‌است که آلبوم بداهه خوانی و بداهه نوازی گزیده‌ای از دو کنسرت خصوصی ایرج بسطامی در بین سال‌های ۷۳ تا ۷۵ می‌باشد. بر روی جلد این نکته نیز ذکر شده‌است که این اثر مربوط به اوایل فعالیت‌های هنری بهداد بابایی می‌باشد.
3. ↑  کنسرت ایرج بسطامی و گروه همایون در کرج (اجرا در زمستان ۱۳۷۸) که کنسرت گل‌پونه‌ها نامیده شده‌است شامل دو بخش می‌باشد: بخش نخست (کنسرت گل‌پونه‌ها ۱) در دستگاه همایون است و انتشار یافته اما بخش دوم (کنسرت گل‌پونه‌ها ۲) که در دستگاه شور اجرا شده می‌باشد به علت عدم رضایت بنیاد فرهنگی هنری بسطامی که توسط خانواده او ایجاد شده‌است و اداره می‌شود، هنوز انتشار نیافته‌است.